# Felix Schwarz
Felix Schwarz (* 26. April 1917 in Bremgarten AG; † 22. Januar 2013 in Zürich; heimatberechtigt in Uesslingen-Buch) war ein Schweizer Architekt.

## Leben

### Familie und Ausbildung
Der aus der im Kanton Aargau gelegenen Kleinstadt Bremgarten stammende Felix Schwarz, Sohn des Felix Schwarz senior und dessen Ehefrau Maria geborene Baumann, wandte sich nach dem Erwerb der eidgenössischen Maturität dem Studium der Architektur an der Eidgenössischen Technischen Hochschule Zürich zu, das er 1944 bei Hans Hofmann mit dem Diplom abschloss. Felix Schwarz war in erster Ehe mit der 1934 aus Hamburg aus politischen Gründen in die Schweiz emigrierten Bibliothekarin sowie Schriftstellerin Lotte Schwarz, geborene Benett (1910–1971) verheiratet. Im Jahr 1974 vermählte er sich in zweiter Ehe mit Marianne Brigitte, der Tochter des Johann Peter Jakob Dietz. Felix Schwarz verstarb im Januar 2013 im hohen Alter von 95 Jahren.

### Beruflicher Werdegang
Felix Schwarz erhielt nach seinem Studienabschluss eine Anstellung im Zürcher Architekturbüro Knell & Hässig. Felix Schwarz, der gemeinsam mit Aldo van Eyck in den Jahren 1944 bis 1948 an mehreren Wettbewerben teilgenommen hatte, gründete 1956 mit Rolf Gutmann eine Arbeitsgemeinschaft. Zusätzlich bekleidete er Dozenturen von 1969 bis 1971 an der Architekturabteilung der Universität Genf sowie von 1971 bis 1972 an der  Abteilung für Architektur der Eidgenössischen Technischen Hochschule Zürich. Schwarz, als dessen Hauptwerk der in den Jahren 1969 bis 1975 realisierte Neubau des Stadttheaters Basel gilt, hielt Mitgliedschaften im Bund Schweizer Architekten, in der Congrès International d’Architecture Moderne, der Organisation Internationale des Scénographes, Techniciens et Architectes de Théâtre sowie im Schweizerischen Ingenieur- und Architektenverein (SIA) inne.  

## Publikationen
- zusammen mit Max Schibli, Hans Weissenbach, Werner Küng, Bremgarten. Schulbehörden: Einweihung Schulhaus Promenade, Bremgarten 1963, Bremgarten AG, 1963
- zusammen mit Rolf Gutmann, Frank Gloor: Reise in die Vergangenheit, Schwarz + Gutmann + Gloor, Zürich, 1964
- zusammen mit Frank Gloor, Deutscher Werkbund: Die Form. Stimme des Deutschen Werkbundes 1925-1934, in: Bauweltfundamente, 24, Bertelsmann-Fachverlag, Gütersloh, 1969
- zusammen mit Eidgenössische Technische Hochschule (Zürich). Abteilung für Architektur: Materialien zum Wohnhochhaus : SS 74 Kurs Schwarz: Hautle, Hergert, Hoskyn, Huber, Johner, Leu, Mathez, E. Maurer, Schlaffner, Soom, Zahler, Zulauf, Lobsiger, Abteilung für Architektur, ETH Zürich, Zürich, 1974
- zusammen mit Rolf Gutmann, Frank Gloor, Hans Schüpbach: Besichtigung von Senn-Bauten: Büro-Tag 12. Dezember 1980, [s.n.], [S.l.], 1980